# Vibranium
Vibranium ( / v aɪ ˈ b r eɪ n i ə m / ) este un metal fictiv care apare în cărțile de benzi desenate americane publicate de Marvel Comics , remarcat pentru abilitățile sale extraordinare de a absorbi, stoca și elibera cantități mari de energie cinetică . Minat doar în Wakanda , metalul este asociat cu Black Panther , care poartă un costum de vibranium și Captain America , care poartă un scut din aliaj de vibranium/oțel . O formă alternativă a materialului cunoscută sub numele de vibraniu antarctic sauAnti-Metal , a apărut în Savage Land .
| vibraniu                         | vibraniu                         |
| Informații despre publicare      | Informații despre publicare      |
| -------------------------------- | -------------------------------- |
| Editor                           | Comics Marvel                    |
| Prima apariție                   | Daredevil # 13 (februarie 1966 ) |
| Creat de                         | Stan Lee John Romita Sr.         |
| În informații despre poveste     |                                  |
| Tip                              | Metal                            |
| Element de povești care prezintă | Black Panther Captain America    |

## Istoricul publicațiilor
Vibranium a apărut pentru prima dată în Daredevil #13 (februarie 1966), care a fost scris de Stan Lee și ilustrat de John Romita . Aici, vibraniul a fost văzut a fi un element metalic neobișnuit, cu proprietăți hotărât ciudate. Din acel moment al continuității Marvel Comics , s-a stabilit că există câteva variații ale acestui element care pot fi găsite în regiuni izolate din întreaga lume. Varianta introdusă pentru prima dată în Daredevil #13 a devenit în cele din urmă cunoscută ca Anti-Metal. Atributul unic al acestei variații este că poate tăia orice metal cunoscut. În Universul Marvel , Anti-Metal poate fi găsit în mod tradițional doar în Antarctica. Mai târziu în Fantastic Four#53 (august 1966), de Stan Lee și Jack Kirby , o nouă variație a vibraniumului a fost introdusă în națiunea izolată Wakanda. Această variație avea atributul unic de a putea absorbi sunetul. Aceasta este variația care este cel mai adesea identificată în continuitate ca pur și simplu „vibranium”.

## Istorie fictivă
În Universul Marvel , vibraniul a fost depus pentru prima dată pe Pământ de un meteorit în urmă cu 10.000 de ani. În benzi desenate, prima descoperire documentată a vibraniumului a fost în timpul unei expediții umane în Antarctica. Acest izotop special de vibranium a fost numit „Anti-Metal” datorită proprietății sale de a dizolva alte metale. 
În benzi desenate, o varietate diferită de vibranium găsită în Wakanda absoarbe undele sonore și alte vibrații, inclusiv energia cinetică. Absorbția undelor sonore, vibrațiilor și energiei cinetice face ca acest metal să fie mai puternic. Pentru a proteja această resursă, wakanezii și-au ascuns țara de lumea exterioară. Regele wakandan T'Chaka a finanțat educația țării sale vânzând ocazional cantități minuscule de metal. Drept urmare, Wakanda este una dintre cele mai avansate națiuni din lume din punct de vedere tehnologic. 
La începutul anilor 1940, o cantitate mică de vibranium Wakandan a intrat în posesia savantului Myron MacLain. A încercat să combine vibraniul cu fierul pentru a forma o nouă armură de tanc, dar nu a reușit să fuzioneze elementele. Într-o dimineață, a descoperit că cele două materiale s-au lipit de la sine într-un mod necunoscut. Aliajul ultra-rezistent a fost folosit pentru a crea scutul Captain America . MacLain a lucrat zeci de ani (fără succes) pentru a duplica accidentul. Cu toate acestea, în timpul unui experiment din anii 1960, el a dezvoltat metalul practic indestructibil adamantium . 
Când T'Challa a devenit regele Wakandei, s-a străduit să pună capăt izolării țării sale de restul lumii. Făcând cunoscută lumii exterioare existența vibraniului pe la mijlocul anilor 1980, el a vândut cantități mici din acesta străinilor care, credea el, nu îl vor folosi în scopuri dăunătoare. T'Challa a folosit profiturile pentru a-și îmbogăți și moderniza națiunea. 
De-a lungul anilor, mulți au încercat să obțină sau să afecteze movila de vibranium de la Wakanda, dar în cea mai mare parte Wakanda a păstrat-o în siguranță și a devenit destul de puternică în acest proces.
În timpul Invaziei Secrete a Pământului, Skrulls și -au asumat identitatea agenților SHIELD și i-au înrobit pe nativii din Țara Sălbatică pentru a extrage Anti-Metal.  Au invadat și Wakanda.  Wakandanii au respins cu succes atacul. 
Când Wakanda a fost depășită din punct de vedere politic de xenofobii Desturi, i-au permis doctorului Doom acces la bolțile vibranium ale țării. Temându-se ca Doom să-l folosească pentru a-și amplifica energiile mistice, T'Challa a activat un sistem de siguranță pe care îl dezvoltase, care a făcut tot vibraniul procesat inert. 
Zvonurile despre originea sa extraterestră s-au dovedit mai târziu adevărate, deoarece, în timp ce cea mai mare parte a vibraniului pământului fusese aproape lichidată, anumite sisteme planetare transportă o cantitate mare de element în adâncul anumitor biosfere extraterestre, așa cum a fost cazul unei planete refugiate care Spartax Empire a încercat să recupereze în timpul călătoriilor în spațiu ale Căpitanului Marvel .  În urma repornirii la nivel de continuitate a multiversului Marvel cronică în Secret Wars: Battleworld , abundența vibraniumului în Wakanda și nu numai a reînflorit în cantități considerabile, iar criminalul mutant Vanisher fugea și vindea vibranium Wakandan pe piața neagră din New York. 
Când o mică imperfecțiune submoleculară a fost introdusă în scutul Căpitanului America, fiecare impact de-a lungul anilor s-a extins la moleculele învecinate. A crescut până când legăturile moleculare ale scutului au fost rupte complet, spulberând scutul. Efectul zdrobitor a continuat să se răspândească la alt vibranium, neconectat la scut. Acest lucru a creat un „cancer” de vibranium, o undă de șoc care se propagă în întreaga lume. A detonat violent orice vibranium pe care l-a găsit, de la zăcăminte minerale până la componente ale navelor sau echipamentelor. Unda de șoc se îndrepta către „Marea Movilă de Vibranium” din Wakanda, unde explozia rezultată ar putea distruge lumea. Cu ajutorul involuntar al răufăcătorului Klaw , Căpitanul America a reușit să oprească cancerul și să-și restabilească scutul. 

## Proprietăți și abilități cunoscute
În Universul Marvel Comics , vibraniul este o substanță metalică rară de origine extraterestră.  Există sub mai multe forme:

### soiul wakandan
Wakandan Vibranium este cea mai comună varietate și este adesea numit pur și simplu „vibranium”. Este o substanță rară, originară doar din mica națiune africană fictivă Wakanda. 
Izotopul Wakandan posedă capacitatea de a absorbi toate vibrațiile din vecinătate, precum și energia cinetică direcționată către acesta.  Energia absorbită este stocată în legăturile dintre moleculele care alcătuiesc substanța. Ca rezultat, energia cinetică este disipată în cadrul legăturilor. Există limite ale capacității energiei care poate fi stocată și, deși limitările exacte nu sunt încă cunoscute, au existat câteva exemple. Un astfel de exemplu a fost atunci când Roxxon Energy Corporation a descoperit că o mică insulă din Atlanticul de Sud avea o fundație compusă din vibranium. Din această cauză, Roxxona considerat necesar să distrugă insula cu explozibili. Incapabil să absoarbă forța exploziilor, vibraniul a fost distrus, dar a reușit să absoarbă în totalitate sunetul produs de explozie, prevenind deteriorarea zonei înconjurătoare. 
Această varietate de vibranium este, de asemenea, un puternic mutagen .  Expunerea la vibraniu a dus la mutația multor nativi din Wakanda.  Radiațiile sale au pătruns, de asemenea, în mare parte din flora și fauna Wakandei, inclusiv Iarba în formă de inimă mâncată de membrii Tribului Pantera Neagră și carnea Gorilei Albe mâncată de membrii Tribului Gorilei Albe. Ambele oferă abilități supraomenești oricui le mănâncă. 
De asemenea, se crede că îmbunătățește în mod dramatic energiile mistice. 

### Varietate antarctică
Cunoscut mai bine ca Anti-Metal, acest izotop este originar din Savage Land. Variația produce vibrații cu o anumită lungime de undă care descompun legăturile moleculare din alte metale, provocându-le lichefierea . A fost descoperit pentru prima dată de celebrul explorator pe nume Robert Plunder; tatăl lui Kevin și al lui Parnival Plunder în timpul călătoriei sale inițiale în mediul primordial neatins de timp. 
Fiul său mai răutăcios, care a devenit The Plunderer, ar căuta să-și găsească tatăl care a numit Piatra Plunder și toate cunoștințele înregistrate despre relicva familiei sunt accesibile numai prin medalionul său moștenit, modelat din piatră, pentru a jefui și teroriza lumea prin lichidând toate armamentele folosite împotriva sa.  Vibraniul Wakandan este capabil să devină o formă artificială și instabilă a varietății de vibraniu Anti-Metal prin anumite bombardamente de particule asupra acestuia. Dacă se adună cantități uriașe de Anti-Metal, vibrațiile cresc exponențial.  Un astfel de caz a avut loc cu cel mai stabil bombardament cu fascicul barion cu transformare reacționară. 
La fel ca vibraniul natural Wakandan, vibraniul antarctic poate provoca mutații umane. O persoană care a îmbrăcat un costum complet Anti-Metal pentru a se proteja împotriva Moon Knight și arsenalul său a început să emită aceeași radiație de topire a metalului pe care intenționase să o armeze.